# Filippo Rocchetti
Pour les articles homonymes, voir Rocchetti.
Filippo Rocchetti, né le 26 janvier 1996 à Osimo,, est un coureur cycliste italien.

## Biographie
Filippo Rocchetti est originaire d'Osimo, une commune située dans les Marches. Il commence à se consacrer au cyclisme à l'âge de six ans.
En 2014, il remporte une étape du Trophée Centre Morbihan, manche de la Coupe des Nations Juniors (moins de 19 ans). La même année, il représente l'Italie aux championnats d'Europe. Il évolue ensuite dans le club Zalf Euromobil Désirée Fior durant ses trois premières années espoirs (moins de 23 ans). Bon puncheur-sprinteur, il s'impose à plusieurs reprises chez les amateurs et obtient diverses places d'honneur. 
En 2018, il court chez Colpack. Durant cette saison, il remporte notamment le Trophée de la ville de Brescia et termine neuvième du Tour des Flandres espoirs, avec sa sélection nationale. Pour la saison 2020, il signe avec la nouvelle équipe professionnelle hongroise Epowers Factory. Celle-ci ne voit cependant pas le jour. Filippo Rocchetti retourne donc finalement chez Zalf Euromobil Désirée Fior. En fin d'année, il met un terme à sa carrière pour devenir masseur chez Zalf.

## Palmarès et résultats

### Palmarès par année
- 2012
  - 2e de la Coppa d'Oro
- 2014
  - 3e étape du Trophée Centre Morbihan
  - 2e du Gran Premio dell'Arno
  - 3e de la Piccola Tre Valli Varesine
- 2015
  - Trophée Stefano Fumagalli
  - 3e de la Coppa San Bernardino
  - 3e du Trophée Giacomo Larghi
  - 3e de la Coppa San Vito
- 2016
  - Trofeo Alcide Degasperi
  - Trofeo Delio Gallina
  - 2e du Gran Premio della Possenta
  - 2e du Giro del Piave
  - 3e de l'Alta Padovana Tour
  - 3e du championnat d'Italie sur route espoirs
  - 3e du Grand Prix de Poggiana
  - 3e de la Coupe de la ville d'Offida
- 2017
  - Trophée de la ville de Conegliano
  - Gran Premio Somma
  - 2e de l'Astico-Brenta
  - 2e de la Ruota d'Oro
- 2018
  - Piccola Sanremo
  - Trophée de la ville de Brescia
  - Trophée Rigoberto Lamonica
  - 2e de la Coppa Penna
  - 2e de la Coppa Ciuffenna
  - 2e de la Coppa Città di San Daniele
  - 3e du Gran Premio La Torre
  - 3e du Mémorial Guido Zamperioli
  - 3e de la Ruota d'Oro
- 2019
  - Versilia-Michele Bartoli (contre-la-montre par équipes)
  - Trofeo Comune di Monte Urano
  - Astico-Brenta
  - 2e de la Coppa San Geo

### Classements mondiaux
| Année           | 2016 | 2017 | 2018 |
| --------------- | ---- | ---- | ---- |
| UCI Europe Tour | 616e | 966e | 543e |